# چینی مین
زبان‌های مین (چینی ساده‌شده: 闽语، چینی سنتی: 閩語، پین‌یین: Mǐn yǔ) خانواده‌ای از زبان چینی هستند که توسط ۳۰ میلیون نفر در استان فوجیان و مناطقی در شبه‌جزیره لیژو و هاینان، همین‌طور بومیان چائوشان در ژونگشان، سه شهرستان در جنوب ونژو، جواشان و تایوان بدان‌ها سخن گفته می‌شود. نام این خانواده از روی رود مین ریشه گرفته‌است. گویشوران گونه‌های مین نسبت به یکدیگر و سایر زبان‌های چینی فهم متقابل ندارند.
بسیاری از زبان‌های مین ویژگی‌های قابل توجه از زبان چینی کهن را حفظ کرده‌اند و شواهد زبانی وجود دارد که نشان می‌دهد بیشتر گونه‌های مین مستقیماً از دودمان‌های چینی میانه سوئی و تانگ سرچشمه گرفته‌اند. گویشوران فراوانی از مین در میان جوامع چینی در جنوب شرق آسیا حضور دارند. مین جنوبی پرگویشورترین گونه مین خارج از فوجیان است و به نام هاکین-تایوانی نیز شناخته می‌شود.

گروه‌های گویشی مین براساس اطلس زبانی چین:

| شائو-جیانگ شمالی مرکزی | شرقی پو-شیان جنوبی | لیژو هاینانی |